# Cupa Mondială de Rugby din 2023 Grupa A
Grupa A de la Cupa Mondială de Rugby din 2023 a fost o grupă preliminară din cadrul Cupei Mondiale de Rugby din 2023 ale cărei meciuri au început pe 8 septembrie 2023. Din cadrul grupei au făcut parte echipele naționale din Franța (țara gazdă), Noua Zeelandă, Italia, Uruguay, și Namibia.

## Clasament
Primele două clasate s-au calificat pentru sferturile de finală ale competiției și pentru Cupa Mondială de Rugby din 2027, iar echipa de pe locul al treilea s-a calificat pentru Cupa Mondială de Rugby din 2027.
| Loc | Echipa        | J | C | E | Î | EM | PP  | PÎ  | +/−  | PB | Pt |
| --- | ------------- | - | - | - | - | -- | --- | --- | ---- | -- | -- |
| 1   | Franța        | 4 | 4 | 0 | 0 | 27 | 210 | 32  | +178 | 2  | 18 |
| 2   | Noua Zeelandă | 4 | 3 | 0 | 1 | 38 | 253 | 47  | +206 | 3  | 15 |
| 3   | Italia        | 4 | 2 | 0 | 2 | 15 | 114 | 181 | -67  | 2  | 10 |
| 4   | Uruguay       | 4 | 1 | 0 | 3 | 9  | 65  | 164 | -99  | 1  | 5  |
| 5   | Namibia       | 4 | 0 | 0 | 4 | 3  | 37  | 265 | -218 | 0  | 0  |

## Meciuri

### Franța vs Noua Zeelandă
| 8 septembrie 2023 |

| Franța                                                                                       | 27–13  | Noua Zeelandă                                      |
| -------------------------------------------------------------------------------------------- | ------ | -------------------------------------------------- |
| Eseu: Penaud 55' c Jaminet 78' m Tr: Ramos (1/1) 57' Pen: Ramos (5/7) 5', 20', 29', 65', 74' | Report | Eseu: Telea (2) 2' m, 43' m Pen: Mo'unga (1/1) 25' |

| Stade de France, Saint-Denis Spectatori: 78.750 Arbitru: Jaco Peyper (Africa de Sud) |

### Italia vs Namibia
| 9 septembrie 2023 |

| Italia | 52–8   | Namibia                                    |
| --- | ------ | ------------------------------------------ |
| Eseu: L. Cannone 11' c P. Garbisi 15' c Lamb 46' c Capuozzo 55' c Faiva 74' c Zuliani 78' c Odogwu 80+3' c Tr: Allan (7/7) 12', 16', 48', 57', 75', 79', 80+4' Pen: Allan (1/1) 8' | Report | Eseu: Mouton 21' m Pen: Swanepoel (1/2) 4' |

| Stade Geoffroy-Guichard, Saint-Étienne Spectatori: 35.515 Arbitru: Andrew Brace (Irlanda) |

### Franța vs Uruguay
| 14 septembrie 2023 |

| Franța | 27–12  | Uruguay                                                 |
| --- | ------ | ------------------------------------------------------- |
| Eseu: Hastoy 10' c Mauvaka 55' c Bielle-Biarrey 74' c Tr: Jaminet (3/3) 11', 56', 75' Pen: Jaminet (2/3) 3', 14' | Report | Eseu: Freitas 6' m Amaya 53' c Tr: Etcheverry (1/2) 54' |

| Stade Pierre-Mauroy, Lille Spectatori: 48.821 Arbitru: Ben O'Keeffe (Noua Zeelandă) |

### Noua Zeelandă vs Namibia
| 15 septembrie 2023 |

| Noua Zeelandă | 71–3   | Namibia                  |
| --- | ------ | ------------------------ |
| Eseu: Roigard (2) 2' c, 7' m McKenzie (2) 20' c, 39' c Fainga'anuku 25' m Lienert-Brown 35' c De Groot 49' m Papalii 55' c Havili 58' c Clarke 67' c Ioane 77' c Tr: McKenzie (8/11) 3', 20', 36', 40', 55', 59', 68', 78' | Report | Pen: Swanepoel (1/1) 11' |

| Stadium de Toulouse, Toulouse Spectatori: 31.996 Arbitru: Luke Pearce (Anglia) |

### Italia vs Uruguay
| 20 septembrie 2023 |

| Italia | 38–17  | Uruguay                                                                                 |
| --- | ------ | --------------------------------------------------------------------------------------- |
| Eseu: Pani 7' c Lamaro 46' c Ioane 52' c L. Cannone 56' c Brex 61' c Tr: Allan (5/5) 8', 47', 53', 57', 62' Pen: P. Garbisi (1/1) 70' | Report | Eseu: Penalty try 27' Freitas 37' c Tr: Etcheverry (1/1) 38' Drop: Etcheverry (1/1) 42' |

| Stade de Nice, Nice Spectatori: 28.627 Arbitru: Angus Gardner (Australia) |

### Franța vs Namibia
| 21 septembrie 2023 |

| Franța | 96–0   | Namibia |
| --- | ------ | ------- |
| Eseu: Penaud (3) 6' m, 21' c, 55' c Danty (2) 9' c, 26' c Ollivon (2) 18' c, 68' c Flament 33' c Dupont 38' c Bielle-Biarrey (2) 40+1' c, 64' c Couilloud 47' c Jaminet 76' c Penalty try 80' Tr: Ramos (12/13) 10', 18', 22', 27', 34', 39', 40+2', 48', 56', 65', 70', 77' | Report |         |

| Stade Vélodrome, Marseille Arbitru: Matthew Carley (Anglia) |

### Uruguay vs Namibia
| 29 septembrie 2023 |

| Uruguay | 36–26 | Namibia                                                                                              |
| --- | ----- | --- |
| Eseu: Amaya (2) 19' c, 49' c Kessler 28' c Arata 54' c Basso 66' c Tr: Etcheverry (3/4) 29', 51', 55' Berchesi (1/1) 67' Pen: Berchesi (1/1) 74' |       | Eseu: Mouton 1' c Greyling 11' c Tr: Swanepoel (2/2) 2', 12' Pen: Swanepoel (4/4) 25', 35', 43', 69' |

| Parc Olympique Lyonnais, Lyon Spectatori: 49.342 Arbitru: Mathieu Raynal (France) |

### Noua Zeelandă vs Italia
| 29 septembrie 2023 |

| Noua Zeelandă | 96–17  | Italia                                                                                                |
| --- | ------ | --- |
| Eseu: Jordan (2) 7' c, 70' c Smith (3) 17' c, 27' c, 34' c Telea 19' c Savea (2) 22' c, 40+5' c Retallick 50' c Papalii 55' c Coles (2) 61' m, 73' c McKenzie 67' c Lienert-Brown 76' c Tr: Mo'unga (9/10) 8', 18', 20, 23', 28', 35', 40+6', 51', 57' McKenzie (4/4) 69', 71', 74', 77' | Raport | Eseu: Capuozzo 48' c M. Ioane 80+1' c Tr: Allan (1/1) 49' P. Garbisi (1/1) 80+3' Pen: Allan (1/1) 10' |

| Parc Olympique Lyonnais, Décines-Charpieu Spectatori: 57.083 Arbitru: Matthew Carley (Anglia) |

### Noua Zeelandă vs Uruguay
| 5 octombrie 2023 |

| Noua Zeelandă | 73–0   | Uruguay |
| --- | ------ | ------- |
| Eseu: McKenzie (2) 20' c, 53' c Mo'unga 25' c Jordan (2) 33' c, 65' c Roigard 38' m Newell 45' m Fainga'anuku (3) 49' c, 68' c, 77' c Williams 73' c Tr: Mo'unga (5/7) 21', 26', 34', 50', 54' McKenzie (2/2) 66', 69' B. Barrett (2/2) 74', 78' | Raport |         |

| Parc Olympique Lyonnais, Décines-Charpieu Spectatori: 57.672 Arbitru: Wayne Barnes (Anglia) |

### Franța vs Italia
| 6 octombrie 2023 |

| Franța | 60–7   | Italia                                  |
| --- | ------ | --------------------------------------- |
| Eseu: Penaud (2) 2' c, 38' c Bielle-Biarrey 13' c Ramos 22' c Jalibert 47' c Mauvaka 54' c Moefana (2) 64' c, 76' m Tr: Ramos (6/6) 4', 14', 23', 39', 48', 55' Jaminet (1/2) 65' Pen: Ramos (1/2) 7' Jaminet (1/1) 80+1' | Raport | Eseu: Zuliani 71' c Tr: Allan (1/1) 72' |

| Parc Olympique Lyonnais, Décines-Charpieu Spectatori: 58.102 Arbitru: Karl Dickson (Anglia) |